# Perna (Bosanska Krupa)
Perna es un pueblo de la municipalidad de Bosanska Krupa, en el cantón de Una-Sana, Bosnia y Herzegovina.

## Superficie
Posee una superficie de 24,64 kilómetros cuadrados.

## Demografía
Hasta 2013 la población era de 31 habitantes, con una densidad de población de 1,3 habitantes por kilómetro cuadrado.